# Nemes Elemér
Nemes Elemér (Budapest, 1880. november 1. – Lugos, 1949. március 10.) református lelkész, magyar zeneszerző, zene- és színikritikus.

## Életútja
Tanulmányait szülővárosában, a református gimnáziumban és a teológián végezte, majd a Zeneakadémián Koessler János növendékeként zeneszerzői oklevelet szerzett. Segédlelkész Szóládon és Mocsoládon, esperesi titkár Újpesten, majd lelkipásztor a bánsági Igazfalván (1910-35). Lugoson esperessé választják, ahol az OMP bánsági alelnökeként tevékenykedik.
Hosszú időn át a Magyar Dalosszövetség bírálóbizottsági tagja, a kerületi és országos versenyek jegyzőkönyveinek szerkesztője, a karnagyi tanfolyamok zenetörténeti, esztétikai, formatani és hangszerelési előadója (1927-34).
Politikai, teológiai, népegészségügyi, zene- és színikritikai írásait számos lap és folyóirat közölte, főképp a Krassó-Szörényi Lapok, Magyar Dal, Magyar Nép, Magyar Kisebbség. Megzenésítette Arany János, Gyulai Pál több versét, írt zenekari, kamarazenekari és színpadi műveket, mint a Tetemrehívás, ill. operetteket, mint Az úr és X kisasszony, Hollywoodban találkozunk, A fáraó leánya (1926-27). Történelmi dalokból, népballadákból a Magyar Nép Könyvtára számára daloskönyvet állított össze (1927), zenedrámát szerzett Mikes Kelemenről (1928). Országos zeneirodalmi pályázatokon több műve I. díjat nyert.